# Wyciąg (przyrząd do ćwiczeń)

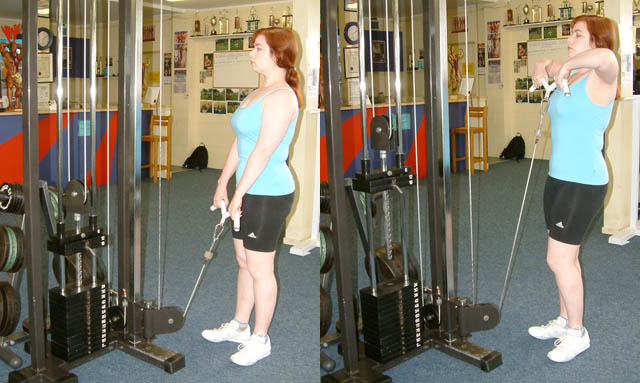

Wyciąg − urządzenie treningowe umożliwiające wykonanie treningu różnych partii mięśniowych. Wyciągi do ćwiczeń należą do podstawowego wyposażenia siłowni, często wchodzą w skład bramy lub atlasu.
W zależności od miejsca zaczepu liny wyciągu − wyciąg może być górny, dolny lub uniwersalny (z regulacją wysokości miejsca zaczepu liny).
W przeciwieństwie do wolnych ciężarów, które angażują często mięsień zasadniczy, ale również mięśnie pomocnicze i stabilizatory, wyciąg daje możliwość ćwiczenia poszczególnych mięśni w izolacji.